# یونایتد شیپبویلدر کورپوریشن
جی‌اس‌سی یونایتد شیپبویلدر کورپوریشن (به روسی: Объединённая судостроительная корпорация) یک شرکت روسی است که در زمینه ساخت و تعمیر کشتی در غرب و شمال روسیه فعالیت می‌کند. این شرکت مالک صددرصد شرکت کشتی‌سازی هلسینکی است.

## تاریخچه
این شرکت توسط مجموعه‌ای از دستورهای ریاست جمهوری و به فرمان ولادیمیر پوتین ایجاد گشت. طبق این حکم شرکت دارای سه شرکت تابعه است: مرکز کشتی‌سازی غرب در سن پترزبورگ، مرکز کشتی‌سازی شمال در سورودوینسک و مرکز کشتی‌سازی خاور دور روسیه در ولادی‌وستوک.